# (200251) 1999 VM152
(200251) 1999 VM152 es un asteroide perteneciente al cinturón de asteroides, descubierto el 10 de noviembre de 1999 por el equipo del Spacewatch desde el Observatorio Nacional de Kitt Peak, Arizona, Estados Unidos.

## Designación y nombre
Designado provisionalmente como 1999 VM152.

## Características orbitales
1999 VM152 está situado a una distancia media del Sol de 2,749 ua, pudiendo alejarse hasta 3,078 ua y acercarse hasta 2,420 ua. Su excentricidad es 0,119 y la inclinación orbital 5,060 grados. Emplea 1665,19 días en completar una órbita alrededor del Sol.

## Características físicas
La magnitud absoluta de 1999 VM152 es 16,3. Tiene 3 km de diámetro y su albedo se estima en 0,054.